# 中東の公正な平和を求めるユダヤ人の声
中東の公正な平和を求めるユダヤ人の声（ちゅうとうのこうせいなへいわをもとめるユダヤじんのこえ; ドイツ語: Jüdische Stimme für gerechten Frieden in Nahost – EJJP Deutschland e. V.）は、ベルリンを拠点とする団体である。略称はEJJPドイツ。この団体は、公正平和のための欧州ユダヤ人連盟の会員で、そのドイツ支部にあたり、「パレスチナとイスラエルの間の公正な平和の必要性と可能性を知らせる」のを目的としている。同団体はシオニズムのことを、「人種差別的、植民地主義的、軍国主義的イデオロギー」とみなしている。2024年1月の国際教育・社会・反ユダヤ主義研究所（IIBSA）の会報によると、この団体が「特にイスラエルを悪者扱いし、非合法だとする」証拠はたくさんある。会員数は不明だが、『ターゲスシュピーゲル』紙によると「小さなグループ」である。「ユダヤの声」とも言われる。

## 沿革
中東の公正な平和を求めるユダヤ人の声は、2003年11月9日にファニー=ミカエラ・ライジン、ミヒャル・カイザー=リヴネと8人の多彩な人物により設立された。2007年10月21日、エヴリン・ヘヒト＝ガリンスキーが参加し、団体として登録された。イスラエル系ユダヤ人で当時の会長イリス・ヘフェッツは『ターゲスツァイトゥング』紙で、「ドイツのほとんどのメディアは（中略）中東問題をイスラエル側から伝えている」と嘆いた。他の声は無視されているのである。2009年の『ケルン市アンツァイガー』紙のインタビューで彼女は、イスラエルはパレスチナと「同じ目の高さ」で話すべきだ、と語った。「残念だが政治は敵とも行うもので、私はハマース以外の誰かを望んでいる」。
2010年9月28日、この団体とイギリスのパレスチナ人の正義を求めるユダヤ人の会は、ガザ地区への援助船を企画した。船は国際水域でイスラエル軍に止められ、イスラエルの港に曳航された。
2011年の声明で、メンバーは「経済ボイコットを求めるパレスチナの市民社会の要請に応えることを決めた」。経済的圧力は「パレスチナの国土の占領、パレスチナ人への差別、帰還の権利の否定から利益を得ている者たちを刺激する」最も効果的な手段である。彼らはイスラエルからの全ての製品のボイコットと、全てのパレスチナ人の帰還を求めた。
2014年に「ユダヤ人の声」は、シオニズムを「19世紀以来の人種主義的、植民地主義的、軍国主義的イデオロギーであり、既に歴史のゴミ箱に捨てられて久しい」と評した。
2015年のライプツィヒ・ブックフェアでは、ドイツ部門が「全ての親イスラエルイベントのボイコット」を呼びかけた。イスラエルは2015年ブックフェアの招待国だった。
社会経済銀行は2016年に初めて団体の銀行口座の解約を通知したが、これは団体が「ボイコット、投資撤収、制裁」キャンペーン（BDS）を支援していたからだった。その後この決定を一時的に見直したが、2019年に再び口座を閉鎖した。
2019年に団体はゲッティンゲン平和賞を受賞した。団体のBDSキャンペーンに対して、世間の論争が起こった。そのため、ゲッティンゲン大学、ゲッティンゲン市、ゲッティンゲン銀行は支援を撤回した。賞の授与は抗議行動にあった。ドイツ・ユダヤ人中央評議会も賞に抗議した。ドイツにおけるユダヤ人の生活および反ユダヤ主義との闘い担当連邦政府委員である外交官フェリックス・クラインは、『ターゲスシュピーゲル』紙に「ユダヤ人の声」は近東の紛争当事者間の真の理解に建設的に貢献したり、彼らに平等の影響を与えたことを知らなかった、と寄稿した。「むしろ、反ユダヤ主義的なBDS運動を支持することで、（…）パレスチナ人の正当な懸念を傷つけ、イスラエル・パレスチナ問題の解決の模索を妨げている」。
2023年10月に「ユダヤ人の声」は、10月7日のハマスによるテロ攻撃をパレスチナ人の「脱獄」になぞらえた。同月にベルリン・ユダヤ博物館は、博物館ガイドのウディ・ラズとの契約を解除したが、これは彼女が「ユダヤ人の声」の幹部の一人で、館のガイド中にイスラエルをアパルトヘイトと非難したからだった。 
2023年11月、ベルリン市当局はオユーンと呼ばれる文化センターに対し、「ユダヤ人の声」に部屋を貸していることを利用に、資金援助を撤回すると通告した。2023年末まであった資金援助は延長されなかった。2024年3月27日、「ユダヤ人の声」はそのウェブサイトで、ベルリン貯蓄銀行が団体の口座を閉鎖したと報じた。
ベルリンに拠点を持つ国際教育・社会・反ユダヤ主義研究所 (IIBSA) は、2024年3月「公正な平和を求めるユダヤ人の声」という報告書を出した。そこでIIBSAは団体について次のように書いている。

„中東の公正な平和を求めるユダヤ人の声 - EJJPドイツ (以下「ユダヤ人の声」または「ユダヤの声」と呼ぶ) は、イスラエルとパレスチナ間の和平にのみ関心があるとされるユダヤ人を代弁していると、メディアで自らを紹介しようとしている。しかし彼らのデモ、声明、ソーシャルメディアへの登場を見ると、違う姿も浮かび上がる。この団体がイスラエル国家を悪者扱いし、萎縮させている証拠はたくさんある。“

2024年4月に「ユダヤ人の声」がベルリンで共催した「パレスチナ会議」は、2時間後に警察により解散させられた。イベント開催に先立ち外交官フェリックス・クラインは、この団体が「過去に既に反ユダヤ的で反イスラエル的言動を重ねていた」ことを理由に、団体の非営利資格の見直しを提案した。

## 幹部
2024年の幹部メンバーは、ヴィーラント・ホーバン (会長)、イリス・ヘフェッツ、ミヒャル・カイザー=リヴネ、ハダス・レオノフ、エリアナ・ベン=デヴィッド、ウディ・ラズ、そしてエミリー・ヴァインガルテンである。これまでの会長は、ユーディット・バーンシュタイン、ルート・フルフトマン、イリス・ヘッフェッツ、ミヒャル・カイザー=リヴネ、ファニー=ミカエラ・ライジン、そしてロルフ・フェアレーガーで、フェアレーガーはドイツ・ユダヤ人中央評議会の元理事であった。